# Brasiliscincus
Brasiliscincus es un género de lagartos perteneciente a la familia Scincidae. Son endémicos de Brasil.

## Especies
Según The Reptile Database:
- Brasiliscincus agilis (Raddi, 1823)
- Brasiliscincus caissara (Reboucas-Spieker, 1974)
- Brasiliscincus heathi (Schmidt & Inger, 1951)